# Rhön-Rossitten-Gesellschaft

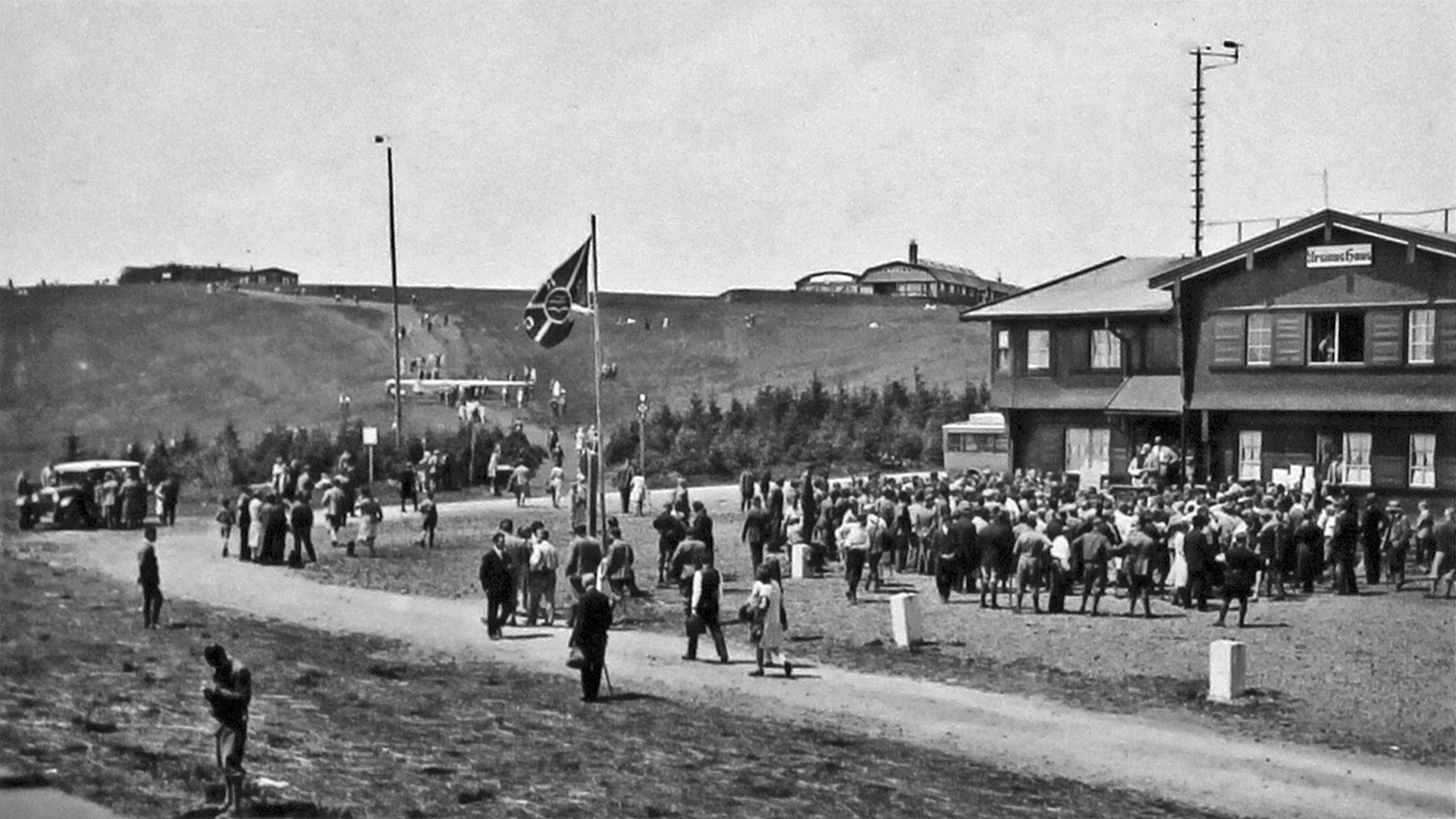
Das Ursinus Haus der Rhön-Rossitten-Gesellschaft auf der Wasserkuppe Ende der 1920er Jahre

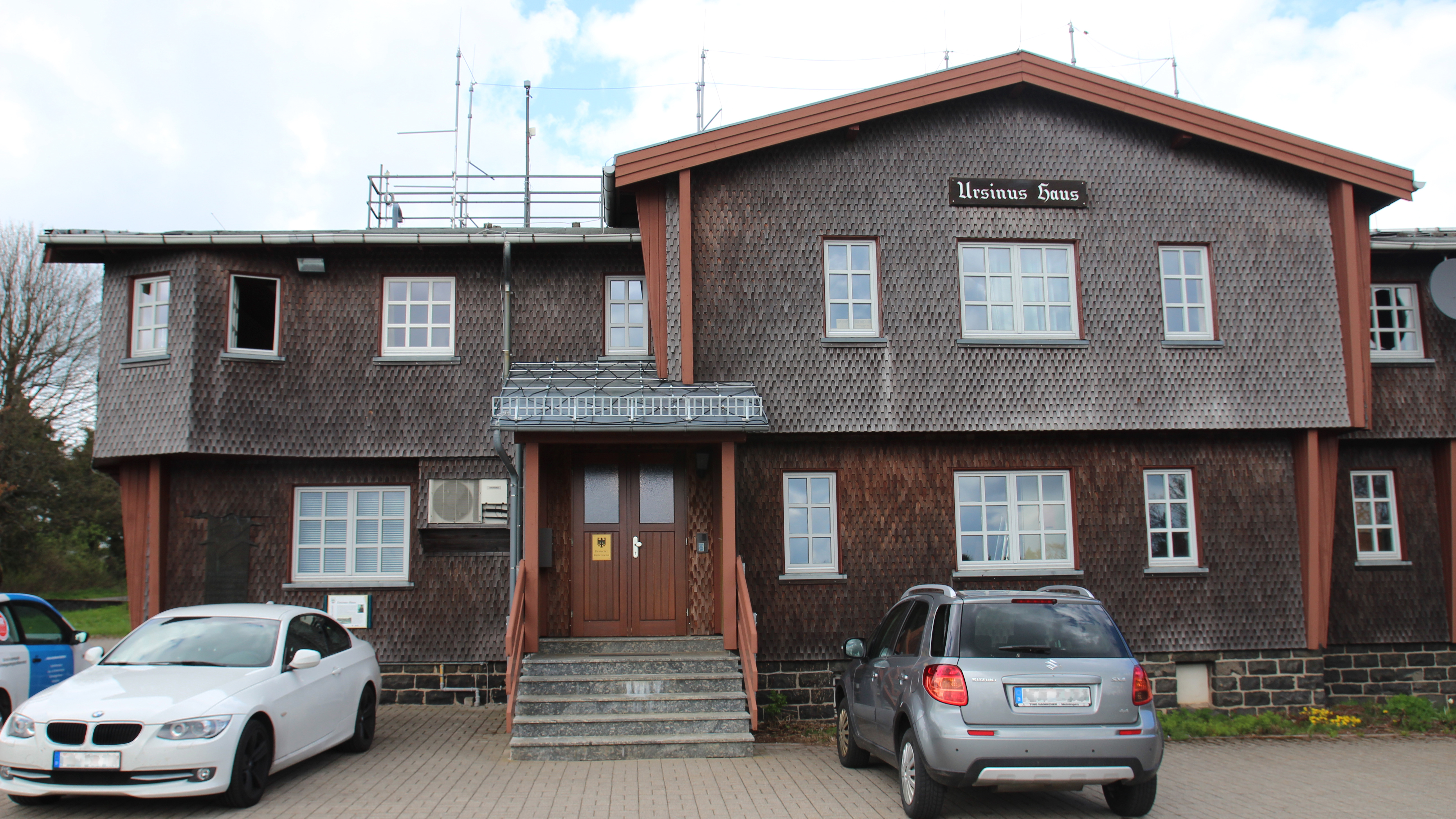
Das Ursinus Haus auf der Wasserkuppe im Mai 2017

Die Rhön-Rossitten-Gesellschaft e. V. (RRG) war ein deutscher Flugverein. Er wurde am 31. August 1924 auf Betreiben von „Rhönvater“ Oskar Ursinus und dem Mitbegründer Karl Kotzenberg zur Förderung des Segelflugsportes gegründet mit dem Ziel, Flugsport und flugwissenschaftliche Forschung und Entwicklung zusammenzubringen. Die RRG veranstaltete von 1925 bis 1931 die Rhönwettbewerbe.

## Der Name
Der Name Rhön-Rossitten-Gesellschaft weist auf die beiden damaligen Hauptzentren des Segelflugs hin: die Rhön (Wasserkuppe) mit den seit 1920 jährlich ausgetragenen Segelflugwettbewerben und der ersten Segelflugschule der Welt (Artur Martens Segelflugschule) und Rossitten (Ostpreußen), wo Ferdinand Schulz 1924 einen Dauerflugrekord über den Dünen der Kurischen Nehrung aufgestellt hatte und wo ebenfalls eine Segelflugschule bestand.

## Geschichte
Fritz Stamer leitete die Flugschule der RRG von 1925 bis 1933, Alexander Lippisch war Leiter des Konstruktionsbüros. Beide zusammen entwickelten das Schulflugzeug RRG-Zögling, das nicht nur von deutschen Flugsportgruppen, sondern weltweit in Lizenz nachgebaut wurde, so zum Beispiel auch vom Segelflugverein «Albatros». Der Zögling kostete einschließlich Motor unter 1.000 RM (entspricht heute etwa 4.800 EUR) und wurde daher seinerzeit auch als Volksflugzeug bezeichnet.
Am 11. Juni 1928 meisterte Stamer den ersten Flug eines raketengetriebenen Segelflugzeugs, der RRG-Ente von Lippisch.

„Das Forschungsinstitut der Rhön-Rositten-Gesellschaft auf der Wasserkuppe hat in den letzten Jahren viel fruchtbare Arbeit geleistet. Sie gilt in erster Linie dem Segelflugzeugbau, im erweiterten Sinne aber dem gesamten Luftverkehr. Diese Gesellschaft hat in lebhafter Zusammenarbeit zwischen dem praktischen Sport und wissenschaftlicher Erkenntnis eine Standardisierung des Segelflugzeugbaues durchgeführt, die ihre ersten großen Erfolge in diesem Jahre gehabt hat. Ohne diese Flugzeugtypen, an denen das Bestechendste für den Laien die saubere, tadelsfreie Werkstättenarbeit ist, wären Leistungen, wie diejenigen Kronfelds, unmöglich gewesen. Was der Fluglehrer Stamer des Forschungsinstituts bei seinen praktischen Versuchen an neuen Erkenntnissen gewinnt, das wird von dem Chefkonstrukteur des Instituts, Lippisch, bei der Neukonstruktion verwertet und umgekehrt.“

Die Forschungsabteilung der RRG war 1925 in Darmstadt unter Walter Georgii entstanden, der über das Gebiet der Meteorologie hinaus weitere wertvolle Grundlagenforschung für die Luftfahrttechnik betrieb.
1933 wurde im Rahmen der Gleichschaltung die RRG am 26. April aufgelöst und der Luftsportbetrieb in den Deutschen Luftsportverband (DLV) integriert. Aus diesem wurde dann 1937 das Nationalsozialistische Fliegerkorps (NSFK). Das Forschungsinstitut der RRG wurde 1933 in Deutsches Institut für Segelflug und 1937 in Deutsche Forschungsanstalt für Segelflug (DFS) umbenannt und unter Georgii zu einer der großen deutschen Luftfahrtforschungsanstalten weiterentwickelt.

## Das Segelflieger-Abzeichen

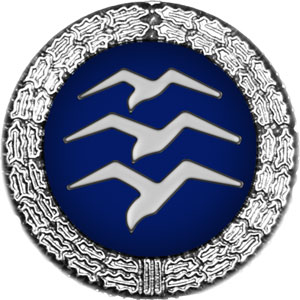
Segelflieger-Abzeichen C mit silbernem Kranz

Im Jahre 1931 vergab die Gesellschaft das Segelflieger-Abzeichen C mit silbernem Kranz das erste Mal an die Segelflugpioniere Robert Kronfeld und Wolf Hirth. Der internationale Preis für Segelflieger wurde an denjenigen verliehen, der folgende Bedingungen mit dem Segelflugzeug erfüllte:
- Streckenflug vom 50 Kilometern in gerader Linie
- Einen Dauerflug von mindestens 5 Stunden
- Segelflughöhe von 1000 Metern über Start

weitere Regeln: Der Dauerflug durfte nicht mit dem Streckenflug verbunden werden, aber der Höhenflug konnte Bestandteil des Strecken- oder Dauerfluges sein. Sportzeugen mussten die Leistungen beurkunden.

### Bekannte Preisträger des Sonderabzeichens
- Robert Kronfeld, Wien, 164 Kilometer, 7:34 Stunden, 2160 Meter
- Wolf Hirth, Hornberg, 53 Kilometer, 7:07 Stunden, 1025 Meter[11]
- Günther Groenhoff, Frankfurt am Main, 130 Kilometer, 5:15 Stunden, 1225 Meter
- Kurt Starck, Darmstadt, 75 Kilometer, 6:17 Stunden, 1000 Meter
- Otto Fuchs, Darmstadt, 75 Kilometer, 7:50 Stunden, 1000 Meter
- Hermann Mayer, Stettin, 125 Kilometer, 8:22 Stunden, 1840 Meter
- Peter Riedel, Berlin, 153,5 Kilometer, 8:49 Stunden, 1027 Meter
- Martin Schempp, Pittsburgh, 102 Kilometer, 6:00 Stunden, 1636 Meter
- Heinrich Dittmar, Griesheim, 65 Kilometer, 8:31 Stunden, 1070 Meter
- Paul Steinig, Grunau, 83 Kilometer, 5:51 Stunden, 1500 Meter
- Erhard Muschick, Dresden, 126 Kilometer, 6:53 Stunden, 1500 Meter
- Jack K. O’Meara, New York, 107,2 Kilometer, 8:18 Stunden, 1457 Meter
- Peter van Husen, Grunau, 86 Kilometer, 8:37 Stunden, 1120 Meter
- Walter Fremd, Frankenhausen, 50 Kilometer, 12:05 Stunden, 1200 Meter
- Anton Endres, Würzburg, 64,1 Kilometer, 5:12 Stunden, 1089 Meter
- Heinz Kensche, Berlin, 140 Kilometer, 6:06 Stunden, 1350 Meter
- Otto Bräutigam, Großenhain i. Sa., 138 Kilometer, 5:05 Stunden, 1400 Meter
- Rudolf Oeltzschner, Merseburg, 93 Kilometer, 5:05 Stunden, 1800 Meter[12]